# ブルー・スカイ (1926年の曲)
「ブルー・スカイ」 (“Blue Skies”) は、アーヴィング・バーリンが1926年に書いたポピュラー音楽の歌曲。日本語では、「青空」ないし「ブルー・スカイズ」として言及されることもある。

## 経緯
この歌は、1926年に作曲されたが、これはロジャーズ・アンド・ハートによるミュージカル『ベッツィ（Betsy）』の完成間際に追加されたものであった。このミュージカルは、39回しか公演されなかったが、「ブルー・スカイ」はたちまち人気となり、初演の夜には主演のベル・ベイカー が24回もこの曲へのアンコールを求められたほどであった。最後の繰り返しのところで、ベイカーは歌詞を忘れてしまい、代わりに客席の最前列に座っていたバーリンを促して、そのままそこから歌わせたという。
この曲は1927年に出版され、ベン・セルヴィン のレコードがチャートの首位に立った。同年、この曲はアル・ジョルスンが映画『ジャズ・シンガー』の中で歌ったことによって、トーキー映画に取り上げられた最初の歌のひとつとなった。この曲は、当時の大手から安売り店向けのレーベルに至るまで、あらゆるレコード会社で録音された。1935年にはベニー・グッドマンとその楽団がこの曲を録音した (Victor Scroll 25136)。1946年には、この曲から題名をとりビング・クロスビーやフレッド・アステアが主演した映画『Blue Skies』が公開され、ポップ・チャートではカウント・ベイシー盤が8位、ベニー・グッドマン盤が9位まで上昇した。この曲は、ジャンルの違いを超え、1978年にはウィリー・ネルソン盤がカントリー・ミュージックのチャートで首位となった。これ以前にも、1939年にムーン・マリカン 盤、1962年にジム・リーヴス 盤があり、この曲はウェスタン・スウィング やカントリー音楽においても既にスタンダード・ナンバーとなっていた。
1947年にセロニアス・モンクが作曲した「In Walked Bud」は、「ブルー・スカイ」のコードを替えたものを基にしている。
「ブルー・スカイ」は、「幸せの青い鳥」を喜びの象徴とする歌詞を盛り込んだ数多くの曲のひとつであり、次のような一節がある。
| "Bluebirds singing a song -- Nothing but bluebirds all day long." 青い鳥が歌を歌っている - 紛いもなく青い鳥だけが一日中 |

## 日本語における曲名
この曲は、初期には「青空」という日本語題で日本に紹介されていた。
1946年に制作された映画『ブルー・スカイ』が、1955年に日本でも公開された際には「ブルー・スカイ」という題名でこの曲が言及された。
近年では、原題に準じて「ブルー・スカイズ」と表記する例もある。

## チャートの動き

### ウィリー・ネルソン盤
| チャート（1978年）                           | 最高位 |
| -------------------------------------------- | ------ |
| アメリカ合衆国 Billboard Hot Country Singles | 1      |
| アメリカ合衆国 Billboard Adult Contemporary  | 32     |
| オーストラリア Kent Music Report             | 53     |
| カナダ RPM Country Tracks                    | 1      |
| カナダ RPM Adult Contemporary Tracks         | 4      |
| ニュージーランド Singles Chart               | 26     |

## おもな録音など
- Imperial Dance Orchestra - Banner 1905; Matrix 6988=2=3（1926年12月10日録音）
- Irving Kaufman - Banner 1932-A; Matrix 7035（1927年1月6日録音）
- ジョセフィン・ベーカー - Odeon 166.042; Matrix Ki 1247-1（1927年1月12日録音）
- Ben Selvin（The Knickerbockers 名義）- Columbia-860D（1927年1月15日録音）
- Johnny Marvin and Ed Smalle - Victor 20457; Matrix BVE-37541（1927年1月17日録音）
- George Olsen and His Music - Victor 20455; Matrix BVE-37549（1927年1月19日録音）
- フリッツ・クライスラー - Victor 1233; Matrix BVE-38215（1927年3月17日録音）
- Whispering Jack Smith - HMV B2494; Matrix Bb11038-2（1927年6月17日録音）
- ベニー・グッドマンとその楽団（インストゥルメンタル：トランペット・ソロは バニー・ベリガン (Bunny Berigan)：1935年）
- Maxine Sullivan（1937年）
- ベニー・グッドマン (The Famous 1938 Carnegie Hall Jazz Concert)
- Moon Mullican （1939年）
- Slam Stewart's Royal Rhythm Boys (S. Stewart vcl, b; Billy Moore vcl, g; Johnny Prince, p) - Decca 7759 （1939年）
  - 再発盤：Chronological Classics CD 753 Slim Gaillard 1940–1942 に収録
- トミー・ドーシーとその楽団（ボーカルはフランク・シナトラ：1941年）
- ベティ・ハットン （1944年）
- ベン・ウェブスター （1944年）
- Maurice Rocco （1945年）
- カウント・ベイシーとその楽団（ボーカルはジミー・ラッシング（英語版）：1946年）
- ビング・クロスビー（1946年）
- ベニー・グッドマンとその楽団（ボーカルはアート・ランド（英語版）：1946年）
- フランク・シナトラ（1946年）
- Oscar Alemán（1947年）
- ジュディ・ガーランド（1948年）
- Donald Peers と2台のピアノ - 1949年6月13日にロンドンのロイヤル・アルバート・ホールで、「There's a Rainbow 'Round My Shoulder」や「If You Were the Only Girl in the World」に続くメドレーの最初の曲として演奏された。このメドレーは、EMIがHis Master's Voice レーベルから、カタログ番号 B-9792 で発売された。
- アート・テイタム（1949年）
- ダイナ・ワシントン（1954年）
- メル・トーメ（1954年）
- ドリス・デイ
- The McGuire Sisters（1957年）
- エラ・フィッツジェラルド（1958年）
- Della Reese（1960年）
- Freddy Cannon（1960年）
- Jim Reeves（1962年）
- ボビー・ダーリン（1962年）
- Johnny Rivers（1962年）
- ボビー・ヴィントン（1963年）
- Frank Ifield（1964年）
- Don Shirley -  アルバム『Water Boy』に収録（1965年）
- Lainie Kazan -  アルバム『Right Now!』に収録（1966年）
- ローズマリー・クルーニー - アルバム『Rosie Sings Bing』に収録（1978年）
- ウィリー・ネルソン - スタンダード曲を集めたアルバム『Stardust』に収録（1978年）
- キリ・テ・カナワ（1986年）
- カサンドラ・ウィルソン - アルバム『ブルー・スカイ』に収録（1988年）
- Nancy LaMott（1991年）
- ライル・ラヴェット（1994年）
- ドクター・ジョン - アルバム『アフターグロウ』に収録（1995年）
- Marina Lima（1995年）
- エヴァ・キャシディ（1996年）
- Lavay Smith & Her Red Hot Skillet Lickers（1996年）
- スウィングル・シンガーズ（1996年）
- Lea Delaria（1998年）
- グルーヴ・アルマダ（1999年）- タイトルは「Inside My Mind (Blue Skies)」
- マーキュリー・レヴ（2001年）
- フィオナ・アップルとブラッド・メルドー（2002年）- 未発表：Club Largoで演奏された。
- ブレント・スパイナー（2002年）- 映画『ネメシス/S.T.X (Star Trek Nemesis)』の中で、データ少佐として歌った。
- Steve March Tormé - アルバム『The Essence of Love』に収録（2003年）
- Curtis Stigers（2003年）
- カエターノ・ヴェローゾ - アルバム『異国の香り〜アメリカン・ソングス』に収録（2004年）
- ロバート・グラスパー（2004年）
- Debby Boone（2005年）
- ロッド・スチュワート - アルバム『ザ・グレイト・アメリカン・ソングブックVol.4』に収録（2005年）
- Lori Cullen（2006年）
- Deborah Cox（2007年）
- Diane Schuur（2008年）
- Barbara Ireland（2010年）
- Brandi Carlile（2012年）

## この曲を取り上げたおもな映画
- ジャズ・シンガー、The Jazz Singer（1927年）
- 世紀の楽団、Alexander's Ragtime Band（1938年）
- ブルー・スカイ、Blue Skies（1946年）
- ホワイト・クリスマス、White Christmas（1954年）
- 摩天楼を夢みて、Glengarry Glen Ross（1992年）
- きっと忘れない、With Honors（1994年）
- Edge of Seventeen（1998年）
- パッチ・アダムス トゥルー・ストーリー、Patch Adams（1998年）
- ネメシス/S.T.X、Star Trek Nemesis（2002年）
- アビエイター、The Aviator（2004年）
- ハリウッドランド、Hollywoodland（2006年）
- グッド・シェパード、The Good Shepherd（2006年）
- Harold & Kumar Escape from Guantanamo Bay（2008年）
- Kommissar LaBréa - Tod an der Bastille（2009年）